# Vicki Michelle
Vicki Michelle, właśc. Vicki Nathan (ur. 14 grudnia 1950 w Chigwell) – brytyjska aktorka, występowała w roli kelnerki Yvette Carte-Blanche w sitcomie ’Allo ’Allo!.

## Życiorys
Jej matka była mało znaną aktorką, a ojciec prowadził sklep rybny. Po szkole średniej zdobyła kwalifikacje sekretarki, a następnie podjęła naukę w prywatnej szkole dla aktorów i tancerzy, Aida Foster Theatre School. W 1971 zadebiutowała w kinie, w horrorze erotycznym Virgin Witch, w którym wystąpiła wspólnie ze swoją młodszą siostrą Ann. W 1975 zagrała u boku Joan Collins w komediodramacie Alfie Darling. W latach 70. była członkinią stałej obsady programu redakcji dziecięcej BBC pt. Crackerjack. W 1978 wystąpiła gościnnie, jako sprzątaczka-robot, w sitcomie science-fiction Podróż pani Noah, w którego stałej obsadzie znajdowała się jej siostra. Regularnie grywała też małe, gościnne role w wielu innych serialach.
W 1982 została obsadzona w swojej najbardziej znanej roli, kelnerki Yvette z ’Allo ’Allo!. Grała tę postać aż do zamknięcia serialu w 1992, wielokrotnie powracała do niej również w następnych dwudziestu latach, zarówno w opartych na serialu spektaklach teatralnych, jak i w zrealizowanym w 2007 odcinku specjalnym Powrót ’Allo ’Allo!. W latach 2007–2009 należała do stałej obsady opery mydlanej Emmerdale.

## Odznaczenia
W 2010 za działalność charytatywną została odznaczona Orderem Imperium Brytyjskiego klasy Kawaler (MBE).